# 多马藏
多马藏（法語：Domazan，法語發音：[dɔmazɑ̃]）是法国加尔省的一个市镇，位于该省东部，属于尼姆区。

## 地理
多马藏（43°55'47"N, 4°39'4"E）面积11.42 平方千米，位于法国奧克西塔尼大區加尔省，该省份为法国南部沿海省份，南端濒地中海，北起顺时针与阿尔代什省、沃克吕兹省、罗讷河口省、埃罗省、阿韦龙省和洛泽尔省接壤。
与多马藏接壤的市镇（或旧市镇、城区）包括：阿拉蒙、埃斯泰扎尔格、罗谢福尔迪加尔、萨兹、泰济耶。

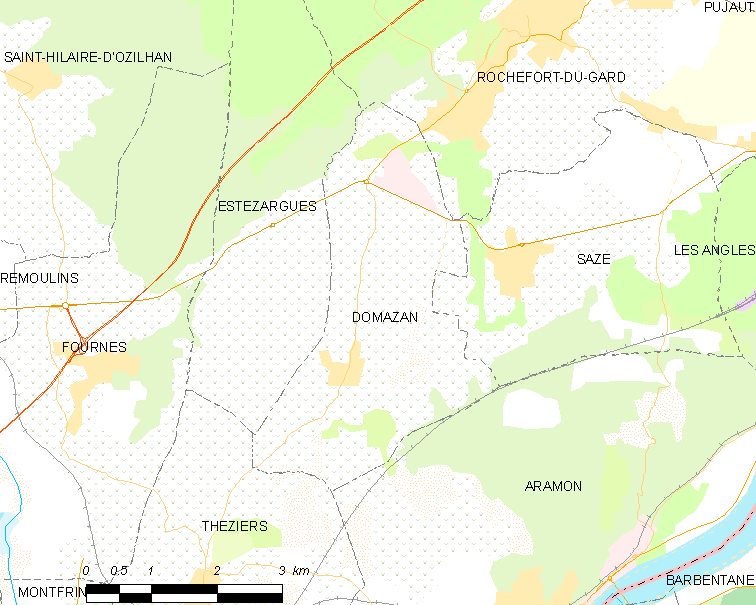
多马藏的OSM定位图

多马藏的时区为UTC+01:00、UTC+02:00（夏令时）。

## 行政
多马藏的邮政编码为30390，INSEE市镇编码为30103。

## 政治
多马藏所属的省级选区为勒代桑县。

## 人口

1962-2008年间多马藏人口变化图示

多马藏于2022年1月1日时的人口数量为966人。